# Sklené (Turčianske Teplice)
Sklené es un municipio del distrito de Turčianske Teplice en la región de Žilina, Eslovaquia, con una población estimada a final del año 2024 de 666 habitantes.
Se encuentra ubicado al suroeste de la región, cerca del curso alto del río Váh (cuenca hidrográfica del Danubio) y de la frontera con las regiones de Banská Bystrica y Trenčín.

## Demografía
| Año        | 1994 | 2004    | 2014    | 2024    |
| ---------- | ---- | ------- | ------- | ------- |
| Población  | 874  | 788     | 738     | 666     |
| Diferencia |      | −9,83 % | −6,34 % | −9,75 % |

| Año        | 2023 | 2024    |
| ---------- | ---- | ------- |
| Población  | 674  | 666     |
| Diferencia |      | −1,18 % |